# 에어트레인 JFK
에어트레인 JFK(영어: AirTrain JFK)는 미국 뉴욕 퀸스에 위치한 존 F. 케네디 국제공항에서 뉴욕 교통을 담당하는 신교통 시스템이다. 3개 노선이 운행되고 있으며, 총 길이는 13 km이다. 이 시스템의 운영은 봄바디어 트랜스포테이숀이 공항 관리자 뉴욕 뉴저지 항만공사로부터 위탁되어 운영하고 있다.

## 같이 보기
- 뉴욕 지하철 A선
- 자메이카 스테이션